# Herpele squalostoma
Herpele squalostoma là một loài lưỡng cư thuộc họ Herpelidae (trước đây coi là thuộc họ Caeciliidae). Loài này có ở Cameroon, Cộng hòa Trung Phi, Cộng hòa Congo, Cộng hòa Dân chủ Congo, Guinea Xích Đạo, Gabon, Nigeria, và có thể cả Angola. Môi trường sống tự nhiên của chúng là rừng ẩm vùng đất thấp nhiệt đới hoặc cận nhiệt đới, các đồn điền, vườn nông thôn, và rừng thoái hóa nghiêm trọng.

## Sinh sản
Herpele squalostoma có lẽ là loài đẻ trứng và được con mẹ chăm sóc: con non ăn da của mẹ chúng.